# Kulturåret 1740

## Nya verk
- Admiral Hosier's Ghost av Richard Glover
- Pamela av Samuel Richardson
- The Ruins of Rome av John Dyer
- Sagan om hästen av Olof von Dalin
- Von dem Wunderbaren in der Poesie av Johann Jakob Bodmer

## Födda
- 4 februari – Carl Michael Bellman (död 1795), svensk skald.
- 16 februari – Giambattista Bodoni (död 1813), italiensk boktryckare och upphovsman till serif-typsnittet Bodoni.
- 26 februari – Märta Silfverstedt (död 1795), svensk poet.
- 11 mars – Carl Gustav Gottfried Hilfeling (död 1823), svensk konstnär och kulturhistoriker.
- 2 juni – Greve Donatien Alphonse François de Sade (död 1814), fransk författare, filosof och revolutionär.
- 6 juni – Louis-Sébastien Mercier (död 1814), fransk skriftställare.
- 14 augusti – Christian Friedrich Georg Berwald, (död 1825), svensk violinist.
- 28 augusti – Johan Tobias Sergel (död 1814), svensk bildhuggare, skulptör, målare och tecknare.
- 2 september – Johann Georg Jacobi (död 1814), tysk skald.
- 12 september – Johann Heinrich Jung-Stilling (död 1817), tysk mystisk skriftställare.
- 17 september – John Cartwright (died 1824), brittisk politiker och författare.
- 20 oktober – Isabelle de Charrière (död 1805), nederländsk författare.
- 29 oktober – James Boswell (död 1795), skotsk författare.
- 4 november – Augustus Montague Toplady (död 1778), engelsk präst och psalmdiktare.
- 21 november – Charlotte Baden (död 1824), dansk författare.
- 8 december – Elisabeth Olin (död 1828), svensk sångare och skådespelare.
- 25 december – Christoffer Bogislaus Zibet (död 1809), svensk ämbetsman och ledamot av Svenska Akademien.
- okänt datum – Jean-Louis de Lolme (död 1806), schweizisk jurist och filosof.
- okänt datum – Pehr Zethelius (död 1810), svensk silversmed.

## Avlidna
- 30 januari – Amalia Königsmarck (född 1663), svensk miniatyrmålare.
- 15 maj – Ephraim Chambers (född ca 1680), brittisk författare och lexikograf.